# Aeroportul San Pédro
Aeroportul San Pédro (IATA: SPY, ICAO: DISP) este un aeroport din Coasta de Fildeș ce deservește zona San Pédro. Aeroportul a fost tranzitat în 2020 de 25.587 de pasageri.
Situat la o altitudine de 7 m, aeroportul dispune de o singură pistă.